# Henicorhynchus siamensis
Henicorhynchus siamensis hay Siamese mud carp (tiếng Việt: Cá linh thùy, Cá linh ống) là một loài cá thuộc họ Cá chép. Loài cá này sinh sống ở sông Mê Kông và sông Chao Phraya ở Đông Nam Á, đặc biệt là ở Campuchia, Lào và Thái Lan. Nó hiện diện nhiều trong vùng ngập trong mùa mưa và di cư ngược dòng ở sông Mê Kông bắt đầu ở Campuchia. Đây chính là Cá linh phổ biến vào mùa nước nổi ở miền Nam Việt Nam.